# Siegritz (Heiligenstadt in Oberfranken)

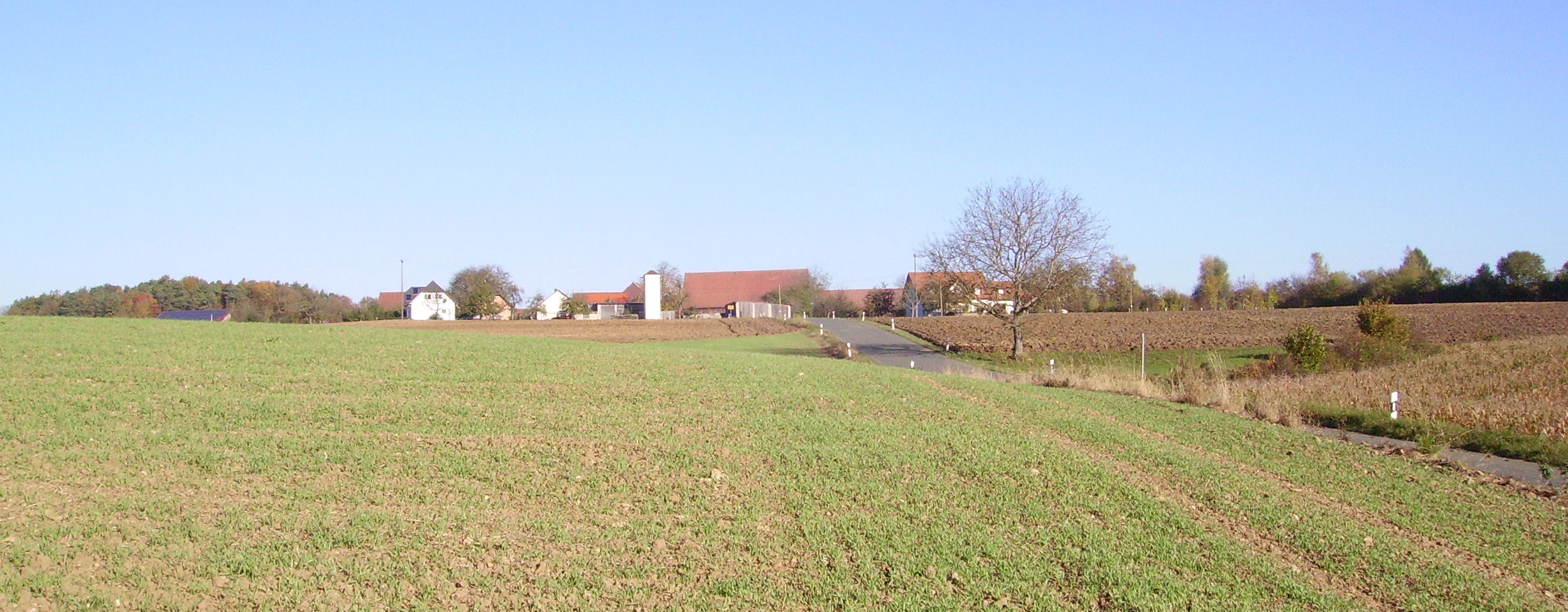
Ortsbild

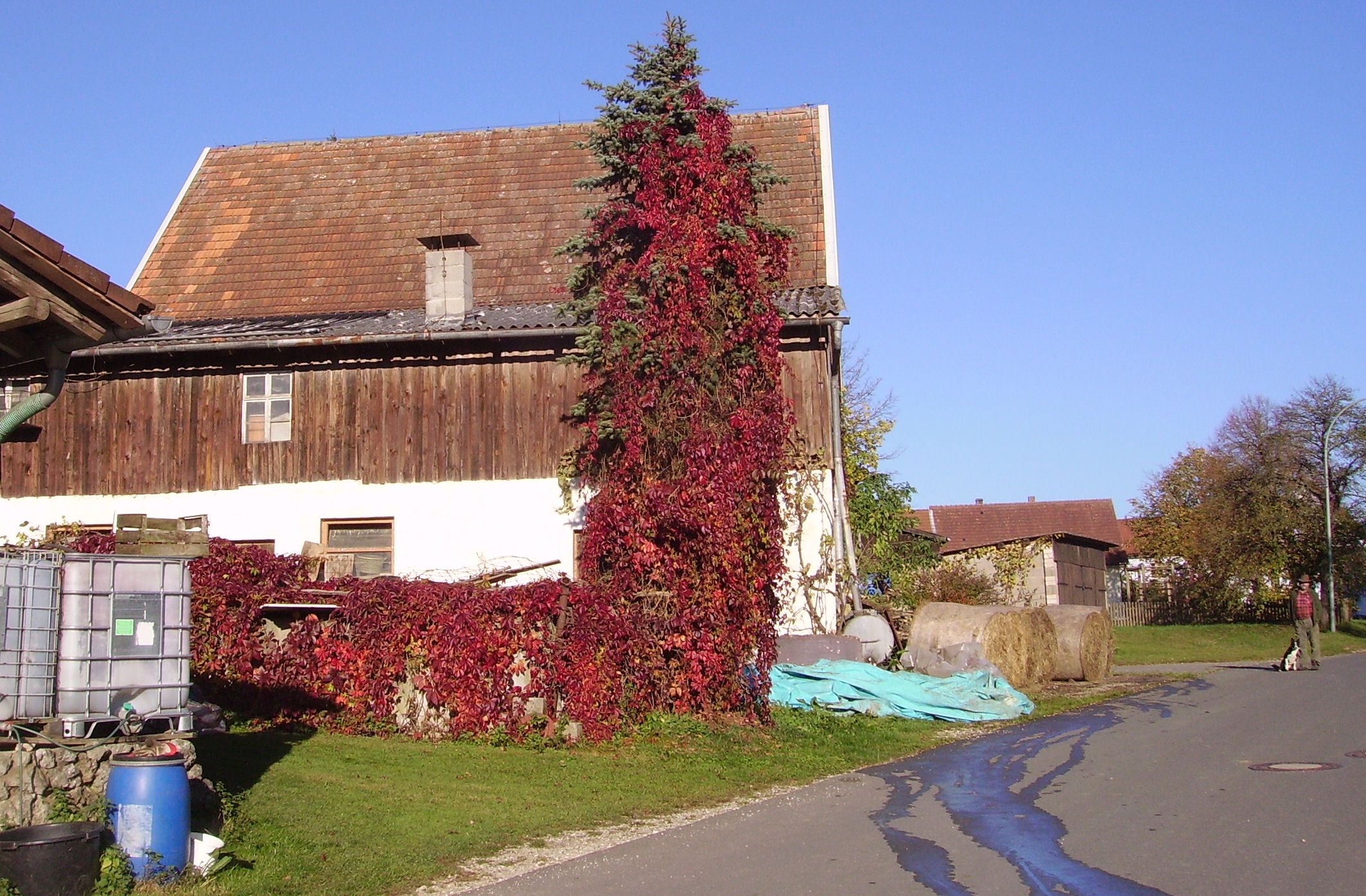
Scheune

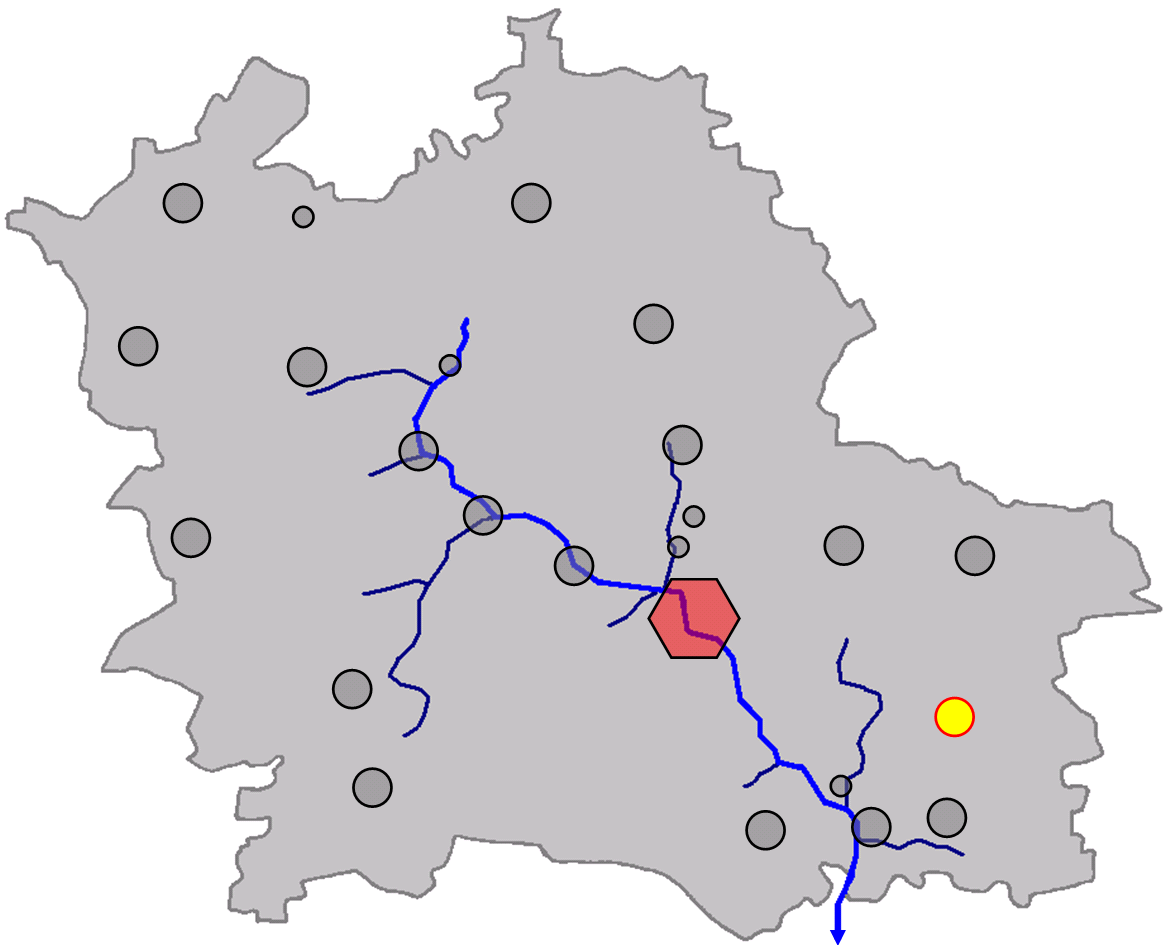
Lage von Siegritz im Markt Heiligenstadt in Oberfranken

Siegritz (bambergisch: Siechritz) ist ein Gemeindeteil des Marktes Heiligenstadt im Landkreis Bamberg (Oberfranken, Bayern).
Der Ort hat etwa 180 Einwohner. Die Gemarkung hat einschließlich Veilbronn und Leidingshof eine Fläche von 924 Hektar.

## Lage
Das Dorf liegt in der Fränkischen Schweiz in der Nähe des Werntals auf der Albhochfläche auf etwa 456 Meter Höhe im äußersten Südosten des Landkreises Bamberg.

## Geschichte
Die erste urkundliche Erwähnung stammt aus dem Jahr 1331, als die Ritter Ott und Albrecht von Aufseß im Besitz des Zehnten waren und die Hälfte davon um 315 Pfund Heller an das Spital St. Kathrein in Bamberg verkauften.

### Name
Trotz seiner slawisch klingenden Endung soll der Ortsname deutsch sein. Namenforscher vermuten, dass aus Hof des Sigehards im Lauf der Zeit durch Abschleifung „Sicharaz“ entstand.

### Topographische Beschreibung (1752)
In Biedermanns Topographischer Beschreibung aus dem Jahr 1752 wird Siegritz folgendermaßen geschildert:

„Siegritz, ein Dorf auf der Höhe ohnweit der Leinleiter, davon 4 Mann dem Hochstift ins Kastenamt Waischenfeld, 3 Mann eben demselben ins Kastenamt Schlüsselau, 4 Mann dem Fürstlichen Hause Brandenburg Culmbach ins Amt Streitberg, 8 Mann dem Herrn Baron v. Stauffenberg, 3 Mann dem Herrn Stiebar v. Buttenheim ins Schloß Pretzfeld, 3 Mann dem Herrn Baron v Seckendorf ins Schloß Unterleinleiter und 3 Mann eben demselben zu seinem Veilbronner Eigentum. Die Adelichen sind alle dem Canton Gebürg steuerbar.“

### Neuzeit

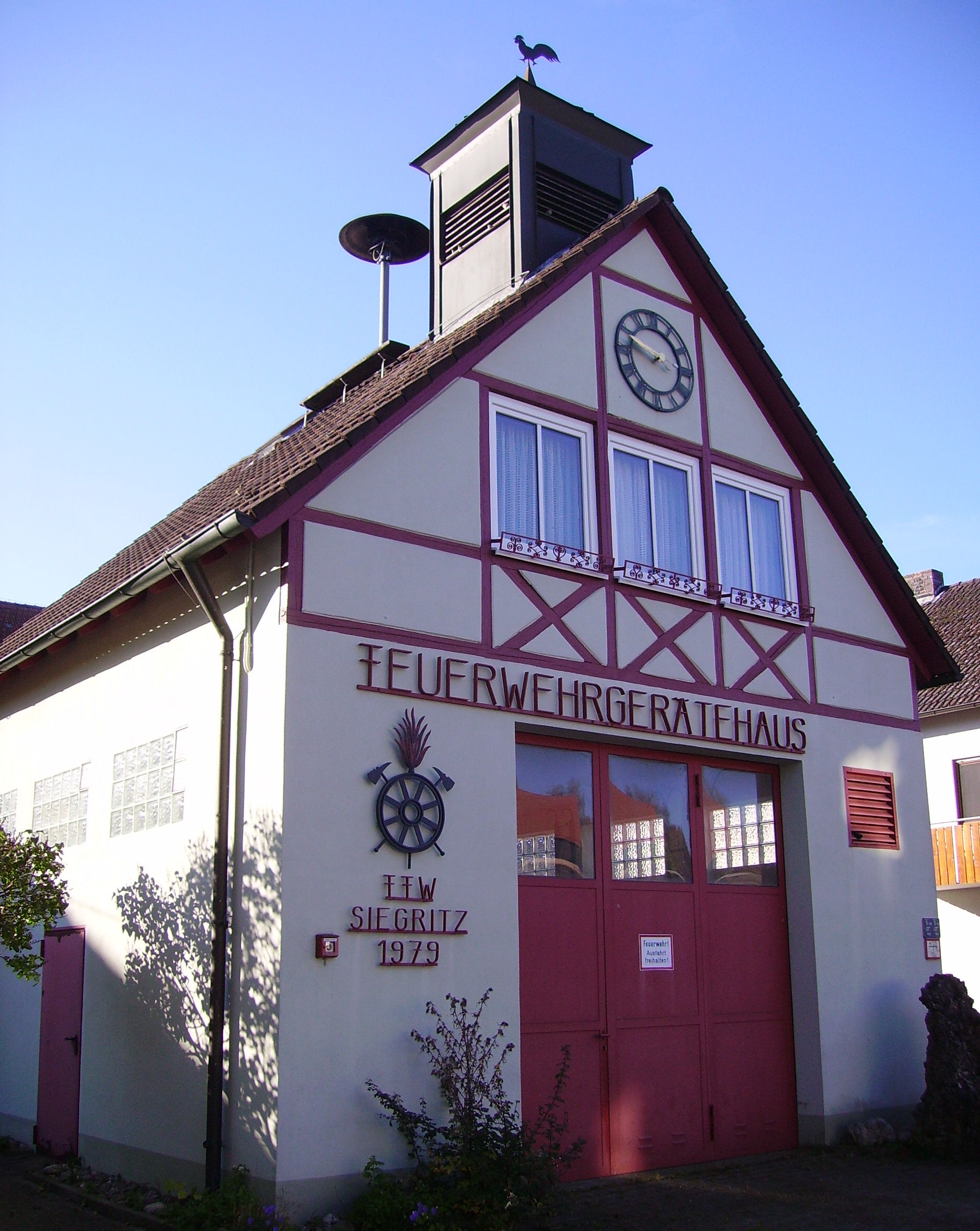
Feuerwehrhaus

Im Jahr 1929 kaufte der Evangelisch-Lutherische Gemeindeverein, der sich vor Ort gebildet hatte, einen Tanzsaal und baute ihn zu einem Betsaal um. Seit dieser Zeit finden in Siegritz Gottesdienste statt. Die evangelischen Christen gehörten mit ihrem Betsaal wechselnd zu den Pfarrämtern Unterleinleiter und Wüstenstein, überwiegend aber – und zur Zeit – zum Pfarramt Heiligenstadt. Nach Um- und Anbauarbeiten in mehreren Bauabschnitten ist die Johanneskirche seit dem 21. Juni 1998 wieder Gottesdienstort mit regelmäßig stattfindenden Gottesdiensten.
Im Sommer des Jahres 1969 brach in einer Scheune ein Feuer aus, das auf andere Gebäude übergriff und bei dem fünf bäuerliche Anwesen abbrannten. Die Ursache wurde nie ermittelt. Drei der betroffenen Bauern siedelten aus, einige der Grundstücke wurden seitdem nicht mehr bebaut.
Am 1. Januar 1971 wurde Siegritz in den Markt Heiligenstadt in Oberfranken eingegliedert.

## Sonstiges
Am Rande von Siegritz befindet sich die Schleppstrecke des Gleitschirm- und Drachenflugvereins NBDF. Geflogen wird dort fast das ganze Jahr über, im Sommerhalbjahr sind bei entsprechendem Wetter nicht nur an Wochenenden und Feiertagen die Starts von Gleitschirmen, Drachen und Starrflüglern zu beobachten. Der Startplatz ist auch für die Startarten UL-Schlepp und E-Motor-Aufstieg zugelassen, gelegentlich sind Starrflügler in letzterer Startart zu sehen.
Aufgrund der günstigen Thermik sind Streckenflüge von über 100 km im (Früh-)Sommer keine Seltenheit, der Rekord für Gleitschirme liegt bei über 200 km, für Drachen bei 280 km.